# Grand Champions Cup maschile 1993
La Grand Champions Cup 1993 si è svolta dal 23 al 28 novembre 1993 a Osaka e Tokyo, in Giappone: al torneo hanno partecipato sei squadre nazionali e la vittoria finale è andata per la prima volta all'Italia.

## Impianti
|                                                                   |                                                                               |  |
|                                                                   |                                                                               |  |
| Osaka-jō Hall Città: Osaka Capienza: 16 000 Anno d'apertura: 1983 | Yoyogi National Gymnasium Città: Tokyo Capienza: 13 291 Anno d'apertura: 1964 |  |

## Regolamento

### Formula
Le squadre hanno disputato un'unica fase con formula del girone all'italiana.

### Criteri di classifica
Sono stati assegnati 2 punti alla squadra vincente e 1 a quella sconfitta.
L'ordine del posizionamento in classifica è stato definito in base a:
- Punti;
- Ratio dei set vinti/persi;
- Ratio dei punti realizzati/subiti;
- Risultati degli scontri diretti.

## Squadre partecipanti
| Squadra       | Qualificazione                             | Ultima partecipazione |
| ------------- | ------------------------------------------ | --------------------- |
| Brasile       | 1ª al campionato sudamericano 1993         | Debutto               |
| Corea del Sud | 1ª al campionato asiatico e oceaniano 1993 | Debutto               |
| Cuba          | 1ª al campionato nordamericano 1993        | Debutto               |
| Giappone      | Paese organizzatore                        | Debutto               |
| Italia        | 1ª al campionato europeo 1993              | Debutto               |
| Stati Uniti   | Wild card                                  | Debutto               |

## Torneo

### Risultati
| 23 novembre 1993 Osaka-jō Hall, Osaka Durata: ? - Spettatori: ?             | Cuba          | 1 - 3 | Brasile       | 15-8, 10-15, 8-15, 6-15          |
| 23 novembre 1993 Osaka-jō Hall, Osaka Durata: ? - Spettatori: ?             | Corea del Sud | 0 - 3 | Italia        | 5-15, 9-15, 9-15                 |
| 23 novembre 1993 Osaka-jō Hall, Osaka Durata: ? - Spettatori: ?             | Giappone      | 3 - 1 | Stati Uniti   | 15-12, 13-15, 15-10, 15-11       |
| 24 novembre 1993 Osaka-jō Hall, Osaka Durata: ? - Spettatori: ?             | Italia        | 3 - 1 | Giappone      | 8-15, 15-9, 15-12, 15-13         |
| 24 novembre 1993 Osaka-jō Hall, Osaka Durata: ? - Spettatori: ?             | Brasile       | 3 - 1 | Stati Uniti   | 4-15, 15-13, 15-13, 15-8         |
| 24 novembre 1993 Osaka-jō Hall, Osaka Durata: ? - Spettatori: ?             | Cuba          | 3 - 1 | Corea del Sud | 15-10, 13-15, 15-8, 15-8         |
| 26 novembre 1993 Yoyogi National Gymnasium, Tokyo Durata: ? - Spettatori: ? | Stati Uniti   | 0 - 3 | Italia        | 5-15, 7-15, 8-15                 |
| 26 novembre 1993 Yoyogi National Gymnasium, Tokyo Durata: ? - Spettatori: ? | Corea del Sud | 0 - 3 | Brasile       | 9-15, 12-15, 7-15                |
| 26 novembre 1993 Yoyogi National Gymnasium, Tokyo Durata: ? - Spettatori: ? | Giappone      | 1 - 3 | Cuba          | 15-9, 2-15, 12-15, 13-15         |
| 27 novembre 1993 Yoyogi National Gymnasium, Tokyo Durata: ? - Spettatori: ? | Brasile       | 2 - 3 | Italia        | 15-8, 15-17, 13-15, 15-13, 11-15 |
| 27 novembre 1993 Yoyogi National Gymnasium, Tokyo Durata: ? - Spettatori: ? | Cuba          | 3 - 0 | Stati Uniti   | 15-7, 15-6, 15-9                 |
| 27 novembre 1993 Yoyogi National Gymnasium, Tokyo Durata: ? - Spettatori: ? | Corea del Sud | 0 - 3 | Giappone      | 9-15, 13-15, 12-15               |
| 28 novembre 1993 Yoyogi National Gymnasium, Tokyo Durata: ? - Spettatori: ? | Italia        | 3 - 1 | Cuba          | 15-10, 15-9, 9-15, 15-13         |
| 28 novembre 1993 Yoyogi National Gymnasium, Tokyo Durata: ? - Spettatori: ? | Stati Uniti   | 3 - 2 | Corea del Sud | 8-15, 10-15, 15-7, 15-8, 15-13   |
| 28 novembre 1993 Yoyogi National Gymnasium, Tokyo Durata: ? - Spettatori: ? | Giappone      | 1 - 3 | Brasile       | 8-15, 8-15, 15-7, 11-15          |

### Classifica
| Pos | Squadra       | Pt | G | V | P | SV | SP | Ratio | PF  | PS  | Ratio |
| --- | ------------- | -- | - | - | - | -- | -- | ----- | --- | --- | ----- |
| 1   | Italia        | 10 | 5 | 5 | 0 | 15 | 4  | 3.750 | 265 | 208 | 1.274 |
| 2   | Brasile       | 9  | 5 | 4 | 1 | 14 | 6  | 2.333 | 268 | 226 | 1.185 |
| 3   | Cuba          | 8  | 5 | 3 | 2 | 11 | 8  | 1.375 | 243 | 212 | 1.146 |
| 4   | Giappone      | 7  | 5 | 2 | 3 | 9  | 10 | 0.900 | 236 | 241 | 0.979 |
| 5   | Stati Uniti   | 6  | 5 | 1 | 4 | 5  | 14 | 0.357 | 202 | 255 | 0.792 |
| 6   | Corea del Sud | 5  | 5 | 0 | 5 | 3  | 15 | 0.200 | 184 | 256 | 0.718 |

## Podio

### Campione
Formazione: 1 Marco Bracci, 2 Claudio Galli, 3 Andrea Gardini, 4 Andrea Giani, 5 Pasquale Gravina, 6 Andrea Zorzi, 7 Luca Cantagalli, 8 Davide Bellini, 9 Damiano Pippi, 10 Michele Pasinato, 11 Lorenzo Bernardi, CT: Julio Velasco

## Classifica finale
| Pos | Squadra       |
| --- | ------------- |
|     | Italia        |
|     | Brasile       |
|     | Cuba          |
| 4   | Giappone      |
| 5   | Stati Uniti   |
| 6   | Corea del Sud |